# Línea Principal de Cornualles
La Línea Principal de Cornualles (en inglés Cornish Main Line; y en córnico: Penn-hyns-horn Kernow) es un tendido ferroviario localizado en Cornualles y Devon, en el Reino Unido. Discurre entre Penzance y Plymouth, cruzando de Cornualles a Devon por el famoso puente Royal Albert en Saltash.
Sirve directamente a las localidades de Truro, St Austell, Bodmin y Liskeard. Forma la columna vertebral de los servicios ferroviarios en Cornualles y hay ramas que dan servicio a St Ives, Falmouth, Newquay y Looe. La línea principal también lleva trenes directos hacia y desde la Estación de Paddington en Londres, Birmingham, Cardiff, Mánchester, el norte de Inglaterra y Escocia.
Es la línea ferroviaria situada más al sur del Reino Unido y la más occidental de Inglaterra.

## Historia

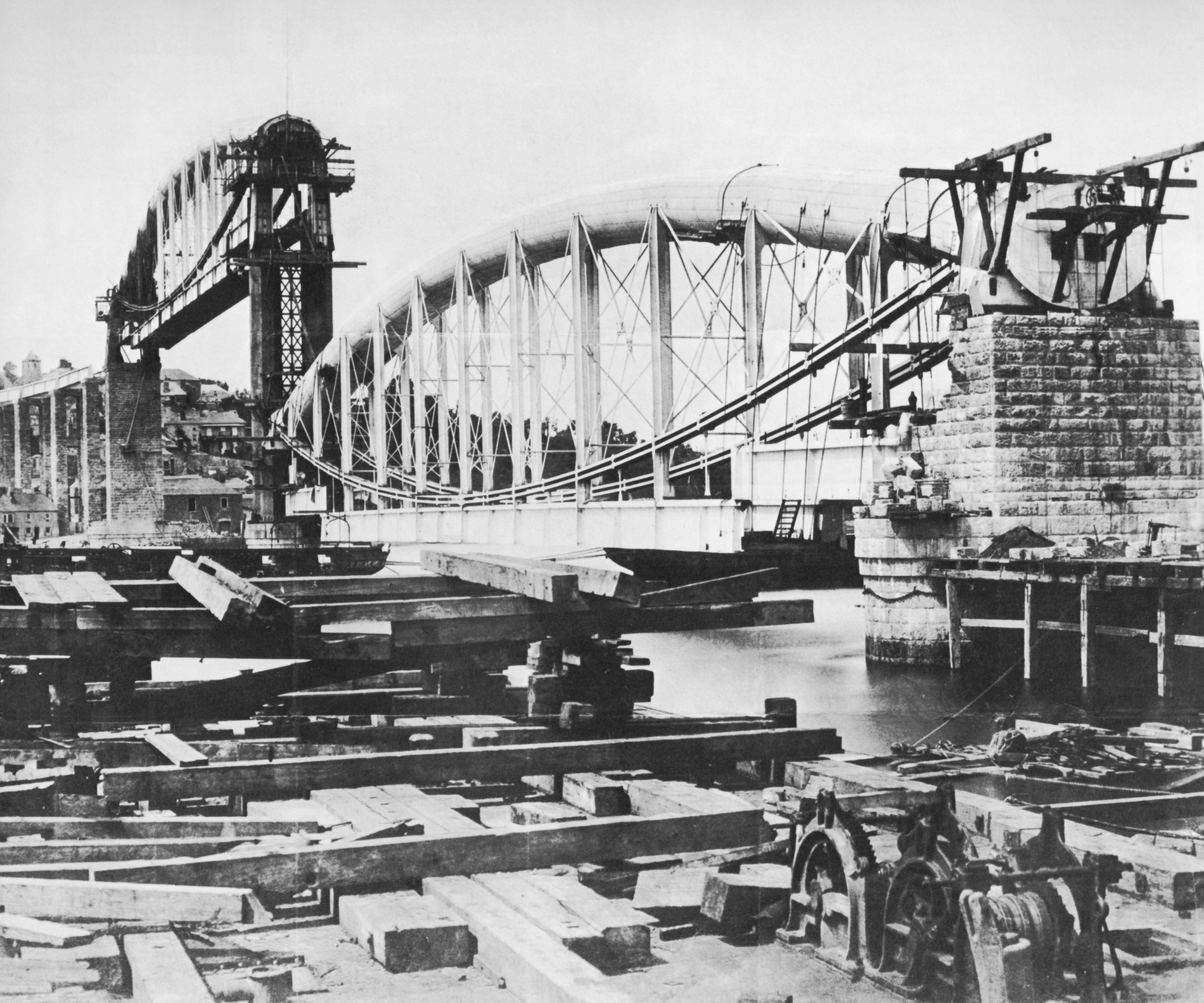
El puente Royal Albert durante su construcción (1858)

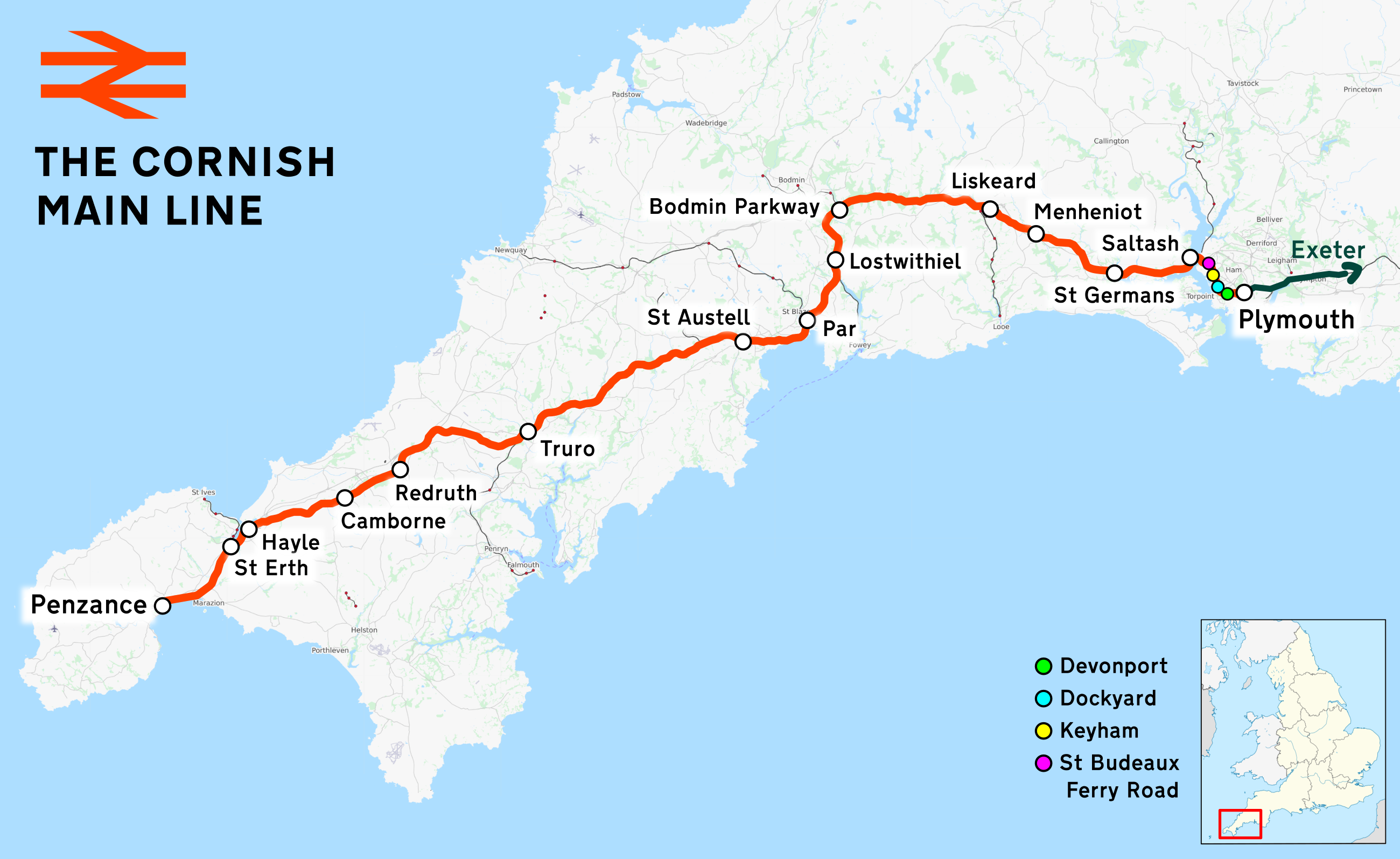
Mapa de la línea

La línea principal de Cornualles fue construida originalmente por dos compañías ferroviarias separadas, el Ferrocarril del Oeste de Cornualles entre Truro y Penzance, tramo inaugurado en 1852, y el Ferrocarril de Cornualles entre Plymouth y una estación separada en Truro, tramo inaugurado en 1859. El Ferrocarril del Oeste de Cornualles se basó en el Ferrocarril de Hayle, inaugurado en 1837 como un ferrocarril minero de ámbito puramente local.
Los viajes en tren de Penzance a Londres fueron posibles a partir de 1860, cuando a la compañía Ferrocarril del Oeste de Cornualles se le dio acceso a la estación de Truro del Ferrocarril de Cornualles, pero el primero utilizaba vía de ancho estándar y el segundo era de vía ancha, por lo que los pasajeros tenían que cambiar de tren y las mercancías debían transbordarse en vagones de otro ancho en Truro.
La Compañía del Oeste de Cornualles, escasa de recursos financieros, vendió su ferrocarril a las Compañías Asociadas de vía ancha (dominadas por el Great Western Railway), que disponían de mayor solvencia. Los nuevos propietarios adaptaron la línea del Oeste de Cornualles a la vía ancha. Los trenes de mercancías comenzaron a circular en 1866 y los trenes de pasajeros en 1867.
Las Compañías Asociadas se fusionaron con el Great Western Railway, que en 1892 convirtió el ancho de todas sus líneas, pasando de la vía ancha a la vía estándar.
Tanto los ferrocarriles del Oeste de Cornualles como los de Cornualles se habían construido a bajo costo y tenían numerosos viaductos de caballetes de madera, baratos de construir pero muy costosos de mantener debido al deterioro del material utilizado. Finalmente, los principales viaductos se reconstruyeron en mampostería o en mampostería y hierro forjado, o en algunos casos se evitaron. Los de la sección del Ferrocarril de Cornualles se describen en el artículo dedicado a los viaductos del Ferrocarril de Cornualles.
Sin embargo, la estructura más emblemática de la ruta es el puente Royal Albert sobre el río Tamar, que inaugurado en 1859 permanece en servicio hasta el día de hoy.
Durante las últimas décadas del siglo XIX y la primera mitad del XX, el Great Western Railway fue famoso por su servicio de trenes a destinos vacacionales en Cornualles, con numerosos ramales servidos desde la línea principal que daban acceso a los centros turísticos. Las limitaciones físicas de la línea debido a sus pendientes pronunciadas supusieron un grave problema durante los períodos de mayor frecuencia de trenes, sobre todo para la circulación de las composiciones de mercancías. Igualmente famoso fue el uso de la línea para transportar productos vegetales de Cornualles, como el brócoli y la coliflor, y flores cortadas de las islas Sorlingas.
Para hacer frente al aumento del tráfico, la línea se duplicó gradualmente entre 1893 y 1930.
Muchos ramales se cerraron durante la segunda mitad del siglo XX, pero en Cornualles los ramales de Looe, Newquay, Falmouth Docks y St Ives permanecen abiertos a los pasajeros, habiéndose aumentado las frecuencias de servicio en todos ellos desde comienzos del siglo XXI. Una quinta rama comienza en Plymouth (Devon) pero cruza el Tamar en el camino para servir a Calstock y Gunnislake en Cornualles. Durante el verano, la rama de Newquay también cuenta con trenes interurbanos a Londres, el norte de Inglaterra y Escocia. Un ramal más desde Lostwithiel todavía transporta trenes locales cargados de caolín a los muelles de Fowey, mientras que hay más líneas por las que se transporta este material desde Burngullow, al oeste de St Austell, desde unas vías de apartado conectadas a los ramales de Newquay y Looe.
El desarrollo histórico de la línea se trata con más detalle en los artículos dedicados al Ferrocarril de Hayle, el Ferrocarril del Oeste de Cornualles y el Ferrocarril de Cornualles.

### Accidentes
La línea principal de Cornualles ha sido un ferrocarril muy seguro para los pasajeros, con escasos accidentes en el siglo XIX, entre los que se pueden señalar:
- Viaducto de Grove, St Germans - descarrilamiento, 6 de mayo de 1859.
- Estación de St Austell - tren fuera de control, 29 de octubre de 1872.
- Estación de Menheniot - colisión, 2 de diciembre de 1873.
- Estación de Bodmin Road – descarrilamiento, 13 de abril de 1895.

## Ruta

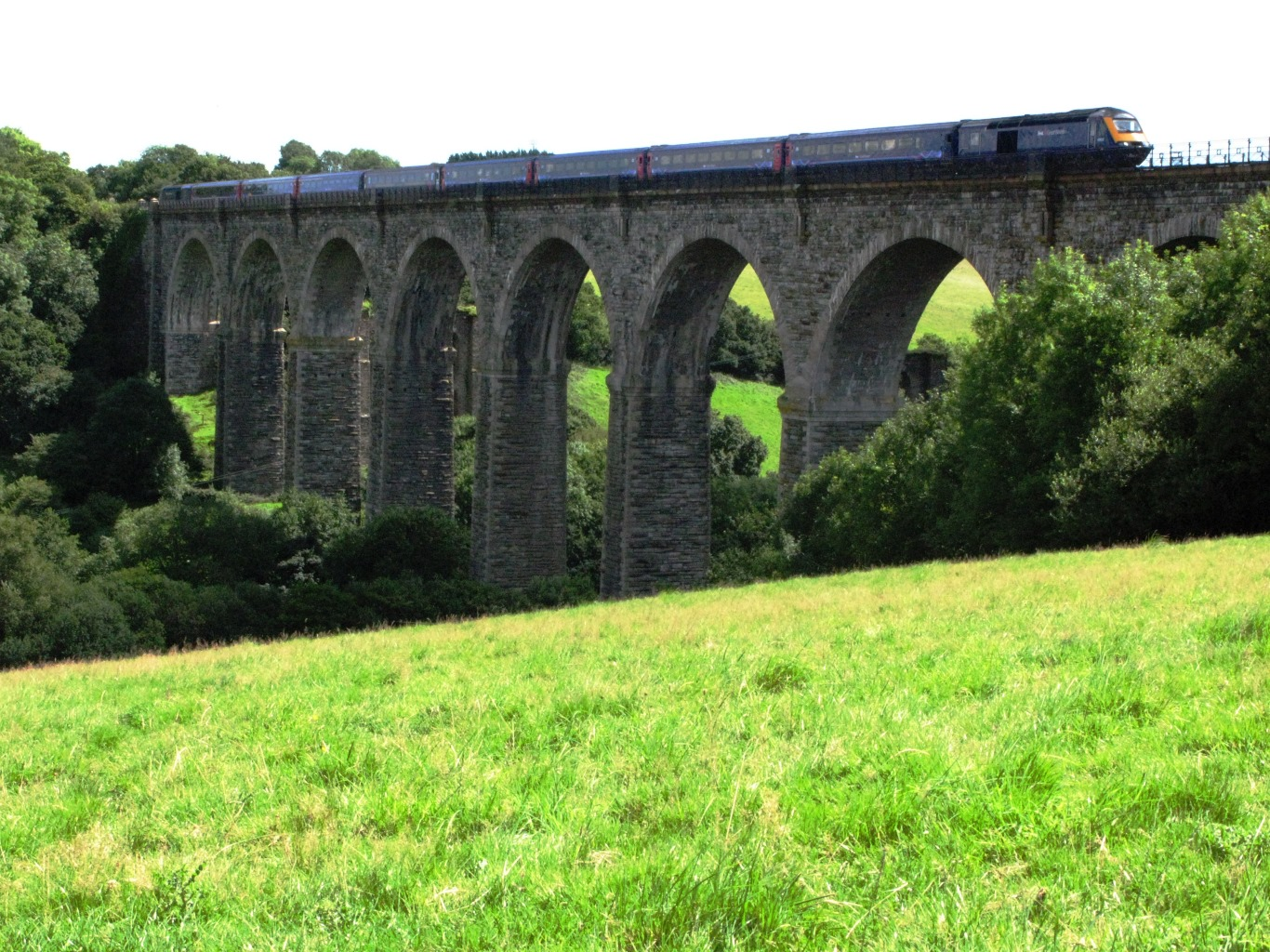
Un tren, viajando desde la Estación de Paddington (Londres) a Penzance, cruza el viaducto de Moorswater

Las comunidades servidas son: Plymouth (incluidos los suburbios de Devonport y St. Budeaux), Saltash, St Germans, Menheniot, Liskeard, Bodmin, Lostwithiel, Par, St Austell, Truro, Redruth, Camborne, Hayle, St Erth y Penzance. Además, existen cinco ramales con servicios de pasajeros:
- Línea Costa Atlántica - vincula Par con Newquay
- Línea de Looe Valley - vincula Liskeard con Looe
- Línea Marítima - vincula Truro con Penryn y Falmouth
- Línea de St Ives Bay - vincula St. Erth con St. Ives
- Línea de Tamar Valley: vincula Plymouth con Bere Alston, Calstock y Gunnislake

Las estaciones de tren de St Austell y Penzance se encuentran junto a las estaciones de autobús. Además, los servicios de autobús integrados operan desde Bodmin Parkway hasta Bodmin, Wadebridge y Padstow; de St Austell al Proyecto Edén; y de Redruth a Helston y RNAS Culdrose.
La ruta tiene una gran cantidad de viaductos, pero la estructura más significativa es el puente Royal Albert que cruza el río Tamar en Saltash. En Truro, los viaductos ofrecen vistas panorámicas de la ciudad y del río Fal; más al oeste, la costa norte se puede ver cerca de Hayle antes de que la línea gire hacia la costa sur durante la última milla más o menos en la playa en Marazion, lo que brinda una buena vista de St Michael's Mount.
La velocidad nominal de la línea es de 65 mph (104,6 km/h), pero existen restricciones locales en muchos lugares. La ruta es casi toda de vía doble y está autorizada para trenes de hasta anchos W7 y W6A. La sección de 7,5 millas (12,1 km) entre Burngullow y Probus (entre las estaciones actuales en St Austell y Truro) solía ser de doble vía, pero se dejó en vía única en 1985 debido al hundimiento de las minas cerradas. Se convirtió en una de las principales causas de retrasos en la región, obligando a los trenes a esperar a que las circulaciones anteriores despejaran la sección en vía única antes de continuar. La segunda vía se restauró en agosto de 2004. El costo total del proyecto fue de 14,3 millones de libras, siendo financiado por la Política regional de la Unión Europea, la Autoridad de Ferrocarriles Estratégicos y el Consejo del Condado de Cornualles.
Quedan tres tramos restantes de vía única, todos ellos de 2 km o menos. Una de estas secciones se localiza en dos viaductos cerca de Liskeard, otra está entre St. Budeaux Ferry Road y Saltash sobre el puente Royal Albert, y la sección final está en el acceso a Penzance, junto al depósito de Long Rock.

## Uso
El número de pasajeros que viajan en la Cornish Main Line ha aumentado en los últimos años. Entre 2004/05 y 2011/12, con la excepción de Keyham y Menheniot, todas las estaciones informaron un aumento de al menos el 33 %, mientras que Hayle, Par, Saltash y St Budeaux Ferry road informaron que se calculó que superó el 200 % . Las estaciones más concurridas son Plymouth, Penzance y Truro, que manejan más de un millón de personas que llegan o salen cada año. St Austell, Redruth y Liskeard tenían más de 300 000 personas en 2011-12, aumentos de alrededor del 50 % o 60 % con respecto a 2004/05.